# The Killer (film 1989)
The Killer (喋血双雄, Die xue shuang xiong) è un film del 1989 diretto da John Woo.
Il film è ispirato a Frank Costello faccia d'angelo (Le Samouraï) del regista francese Jean-Pierre Melville.

## Trama
Jeffrey Chow è un killer professionista che durante un incarico spara troppo vicino al volto della cantante Jennie, accecandola parzialmente. Sconvolto dal senso di colpa, decide di compiere un ultimo omicidio per poterle pagare un intervento chirurgico agli occhi. Il bersaglio è Tony Weng, boss di una triade, su ordine del nipote Johnny, deciso a prenderne il posto. L’omicidio viene eseguito durante il Dragon Boat Festival e attira immediatamente l’attenzione della polizia. Quando Jeff torna dal suo mandante per riscuotere il pagamento, scopre di essere stato usato: invece della ricompensa, lo attendono dei sicari incaricati di eliminarlo, scatenando una reazione a catena di vendette e fughe. Durante la fuga, Jeff salva la vita a una bambina rimasta ferita nel conflitto a fuoco, un gesto che colpisce profondamente l’ispettore Li, incaricato di catturarlo. Pur essendo nemici, Li inizia a nutrire rispetto per Jeff, intuendo dietro l’assassino un codice morale ormai fuori luogo nel mondo criminale contemporaneo. Li scopre poi la relazione tra Jeff e Jennie e, pur combattuto, intensifica le ricerche. Intanto, il manager di Jeff, Sydney Fung, lo tradisce consegnandogli denaro falso e orchestrando un agguato nel suo stesso appartamento. Jeff riesce a sopravvivere ma capisce che è rimasto solo. Intanto Jennie, usata come esca dalla polizia per attirare Jeff in trappola, rischia di essere catturata. Ma Sydney, pentito per averlo tradito, interviene per depistare gli agenti e permettere a Jeff e Jennie di fuggire. L’ispettore Randy Chang, collega e amico di Li, rimane mortalmente ferito cercando di aiutarli. Li e Jeff si rifugiano con Jennie in una chiesa abbandonata, in attesa del ritorno di Sydney con i soldi necessari all’operazione. Sebbene siano divisi dalla legge, il killer e il poliziotto si scoprono uniti da un senso d’onore che li avvicina sempre più al momento in cui dovranno affrontare i sicari della triade in un ultimo, sanguinoso scontro.

## Produzione
Secondo le sue parole, Woo fu il solo a desiderare la produzione di questa pellicola.
Inizialmente l'opera aveva come oggetto l'amicizia tra due poliziotti, impegnati nella ricerca di un serial killer psicotico.

## Remake
Nel 2022 viene annunciato un remake in lingua inglese del film, che sarà diretto dallo stesso John Woo per la piattaforma Peacock, con un'uscita prevista nel 2023. Successivamente viene annunciato che il protagonista del nuovo film sarà Omar Sy.